# Central City (Pennsylvanie)
Pour les articles homonymes, voir Central City.
Central City est un borough situé au nord-est de la partie centrale du comté de Somerset, en Pennsylvanie, aux États-Unis,. En 2010, il comptait une population de 1 124 habitants, estimée au 1er juillet 2020 à 1 051 habitants. Le borough est incorporé le 6 mai 1918.

## Démographie
Lors du recensement de 2010, le borough comptait une population de 1 124 habitants. Elle est estimée, en 2020, à 1 051 habitants.

### Source de la traduction
- (en) Cet article est partiellement ou en totalité issu de l’article de Wikipédia en anglais intitulé « Central City, Pennsylvania » (voir la liste des auteurs).